# Hospital Universitario de Lamordé
El Hospital Universitario de Lamordé también llamado Centro Hospitalario Universitario de Lamordé o el Hospital Nacional de Lamordé (en francés: Centre Hospitalier Universitaire Lamordé) es un centro de salud docente ubicado en la ciudad de Niamey, la capital del país africano de Níger. Afiliado a la Universidad Abdou Moumouni, el hospital cuenta con 72 camas. Fue el primer hospital público en Níger en proporcionar servicios de reparación de la fístula.